# Giuseppe Gerbaix de Sonnaz
Pour les articles homonymes, voir Gerbais et Gerbaix.
Pour les autres membres de la famille, voir Famille Gerbais de Sonnaz.
Joseph Gerbais de Sonnaz d'Habères, italianisé en Giuseppe Gerbaix de Sonnaz, né le 30 septembre 1828 à Coni et mort le 8 avril 1905 à Rome, est un militaire et homme politique italien. Il appartient à la famille noble, d'origine savoyarde, Gerbaix de Sonnaz et porte les titres de comte, baron d'Aranthon.

## Biographie

### Famille
Joseph-Jean-Joachim est le fils du général comte Hector Gerbaix de Sonnaz, ancien sénateur du royaume de Sardaigne, et de Maria Teresa Gallone. Son frère, Carlo Alberto, diplomate, est lui aussi un sénateur du royaume d'Italie.

### Carrière militaire
Joseph Gerbaix de Sonnaz effectue une carrière militaire. Il est sous-lieutenant dans le régiment de Savoie Cavalerie, qui deviendra plus tard la brigade de Savoie. En 1854, il est nommé capitaine à l'État-major, puis 6 ans plus tard, lieutenant colonel. Il participe notamment à la campagne d'Italie en 1859, où il combat lors de la bataille de Montebello et troisième guerre d'Indépendance italienne (1866). Peu de temps auparavant, en 1860, il est fait vice gouverneur des princes royaux, puis colonel l'année suivante, avant de devenir l'aide de camp du prince Humberto.
Il fait le choix lors de l'Annexion de la Savoie à la France de 1860 de rester au service de la Maison de Savoie.
En 1882, il est fait commandant de la division militaire de Palerme, puis l'année suivante du IVe Corps d'armée.
Le 8 novembre 1899, Joseph Gerbaix de Sonnaz est mis en retraite.

### Carrière politique
Le 26 novembre 1884, il est nommé sénateur du royaume d'Italie.
Joseph Gerbaix de Sonnaz meurt le 8 avril 1905 à Rome, sans postérité.

## Décorations
honneurs italiens
- Grand officier (1868) de l'Ordre de la Couronne d'Italie ;
- Grand officier (1878) de l'ordre des Saints-Maurice-et-Lazare ;
- Chevalier de l'Ordre militaire de Savoie ;
- Médaille d'argent de la valeur militaire
- Médaille commémorative de l'Unité italienne

honneurs étrangers
- Commandeur (1864) de l'Ordre de la Légion d'honneur (France) ;
- Médaille commémorative de la campagne d'Italie (1859) (France) ;
- Chevalier de l'Ordre de Sainte-Anne (Russie) ;
- Chevalier de l'Ordre de Saint-Stanislas (Russie) ;